# Huntland (Tennessee)
Huntland es un pueblo ubicado en el condado de Franklin en el estado estadounidense de Tennessee. En el Censo de 2010 tenía una población de 872 habitantes y una densidad poblacional de 231,56 personas por km².

## Geografía
Huntland se encuentra ubicado en las coordenadas 35°3′29″N 86°16′9″O / 35.05806, -86.26917. Según la Oficina del Censo de los Estados Unidos, Huntland tiene una superficie total de 3.77 km², de la cual 3.77 km² corresponden a tierra firme y (0%) 0 km² es agua.

## Demografía
Según el censo de 2010, había 872 personas residiendo en Huntland. La densidad de población era de 231,56 hab./km². De los 872 habitantes, Huntland estaba compuesto por el 95.07% blancos, el 1.95% eran afroamericanos, el 0.46% eran amerindios, el 0.11% eran asiáticos, el 0% eran isleños del Pacífico, el 1.61% eran de otras razas y el 0.8% pertenecían a dos o más razas. Del total de la población el 3.9% eran hispanos o latinos de cualquier raza.